# Squiffiec
 Squiffiec  (en bretón Skiñvieg) es una población y comuna francesa, situada en la región de Bretaña, departamento de Côtes-d'Armor, en el distrito de Guingamp y cantón de Bégard.

## Demografía
| 621 | 581 | 527 | 629 | 560 | 587 |
| Para los censos de 1962 a 1999 la población legal corresponde a la población sin duplicidades (Fuente: INSEE [Consultar]) |     |     |     |     |     |